# 大气物理学
大氣物理學是物理學於大氣科學的應用。大氣物理學家利用流體方程式、化學模型，並研究輻射收支以及大氣中的能量轉換（包含與其它系統間的關聯，例如海洋），建立起地球及其他星球的大氣模型。為了要建立起天氣模型，大氣物理學家使用一些與物理相關的數學理論，包含散射理論、波傳遞的模型、雲物理學、統計物理學和空間分析。大氣物理學不僅與氣象學和氣候學有緊密關係，更包含了研究大氣所需要儀器的設計和製造，以及其數據的分析，像是遙測。在太空時代的來臨及探空火箭的誕生後，高層大氣物理學成為大氣物理學的一個分支學科，主要研究高層大氣分子的解離和游離。

## 遙測

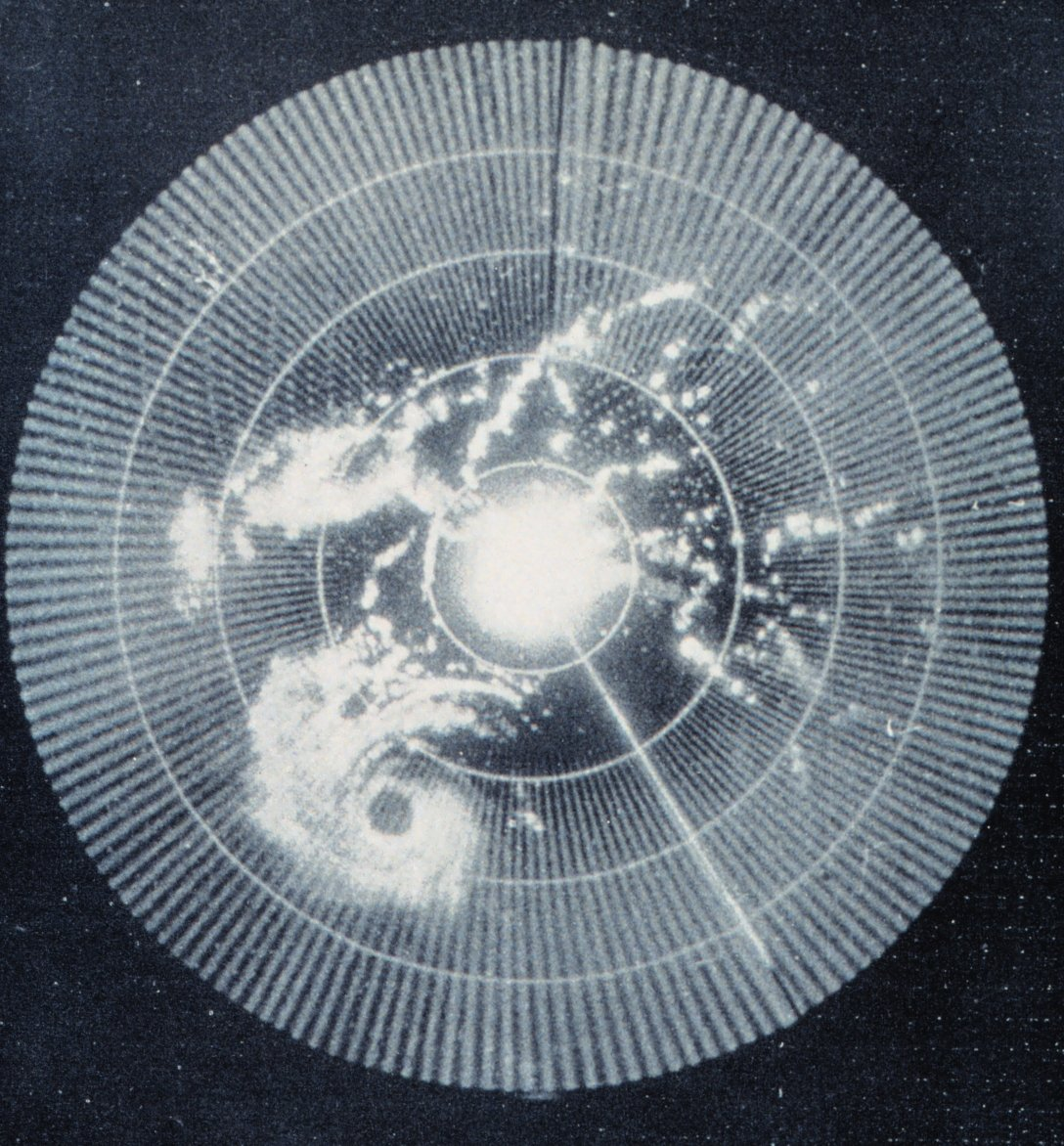
1960年颶風艾比的氣象雷達圖，圖中的亮度代表反射率。雷達能觀測的東西決定於雷達本身的頻率、脈衝的形狀和天線。

遙測是一種利用跟觀測物體沒有接觸的小尺度或大尺度裝置（像是航空器、太空載具、人造衛星、 浮標或船），來記錄及即時感測物體或物理現象的一種觀測方式。實際上，遙測通常會統整來自各個不同地方儀器所觀測到某個特定物體的資料，這樣會比使用單獨地點探測得到更多的資訊。
所以，地球觀測或氣象衛星，海洋和大氣觀測所需的海氣象浮標，或懷孕時醫生使用的超聲波、核磁共振成像、正電子發射電腦斷層掃描，以及太空探測器，都屬於遙測的範圍。遙測在現代通常指的是成像感應器技術，且不僅僅限於飛行器或太空船上的儀器，不過遙測通常並不包含其他成像有關領域像是醫學影像。
遙測有兩種。被動遙測探測的是物體或附近區域發出的輻射，或者是反射天然產生的輻射，像太陽輻射是最常被用來作為被動遙測的天然輻射。被動遙測的例子有攝影、紅外線攝影、CCD和輻射計。相反的，主動遙測發出輻射，並藉由感測器探測被物體反射或散射的輻射來觀測物體。雷達、光學雷達和聲達都是主動遙測用於大氣物理的例子，它們藉由測量輻射發出和接收的時間差來測量物體的地點、高度、運動速度的大小和方向。
遙測讓我們有機會觀測到危險或不可到達的區域，比如說監測亞馬遜盆地的森林砍伐，觀測北極和南極地區因為氣候變遷所導致的冰河消融，和使用聲波測深來探測濱海及深海地區的海底深度。軍事應用的例子像是冷戰時期利用遙測來探測危險的邊境地區。遙測也成功地取代原本昂貴且緩慢的地面觀測，並且能使得觀測地區不受到觀測影響而被打擾。
人造衛星能夠整合和傳送來自不同頻率電磁波譜的資料，並借助來自大尺度空中和地上的資料，為研究者們提供足夠的資訊來監控長及短周期的氣候變化，像是聖嬰現象。遙測的其他功能也很多，像是地球科學會用到的天然資源管控，農業領域的土地使用監控，有關國家安全的邊境地區控管。

## 輻射

這張圖解釋了為什麼會有季節。除了光入射的強度隨著入射角度增加而減少之外，太陽光被地球大氣吸收的程度也隨著入射角度增加而增加

大氣物理學家通常將輻射分成太陽輻射和地球輻射（包含地表和大氣的輻射）。
太陽輻射包含了輻射的所有波段。可見光波長是在0.4到0.7微米之間。 波長更短的波段稱為紫外線波段，而波長更長的波段稱為紅外線波段。 臭氧在紫外線波段的0.25微米波長附近吸收效率最高， 這導致了平流層溫度的增加。雪反射了大約88%的紫外光，而砂粒約反射了12%，水則僅僅只反射了4%的紫外光。而隨著太陽光入射大氣層的角度減小，能量愈容易被大氣層反射或吸收。
因為地球的表面溫度遠比太陽低，地球輻射的波長遠比太陽輻射波長長。地球會輻射出各種波段的輻射，其分布遵守普朗克定律。而地球輻射能量的最大值大概在波長10微米左右。

## 雲物理學
雲物理學是一個研究雲形成、成長和凝結所伴隨之物理現象的一門學科。雲通常是由微小的水滴（暖雲），或微小的冰晶（冷雲）所組成，亦或兩者都有（混合雲）。在適合的條件下，小水滴互相碰撞而形成水滴產生降雨到地球表面上。
雖然科學家對於雲形成和成長的詳細過程還沒有很了解，但大氣學家們已經發展了一些描述個別水滴的微觀物理理論來解釋雲的結構，而雷達和人造衛星技術的進步也使得我們能夠精確研究大尺度的雲。

## 大氣電學

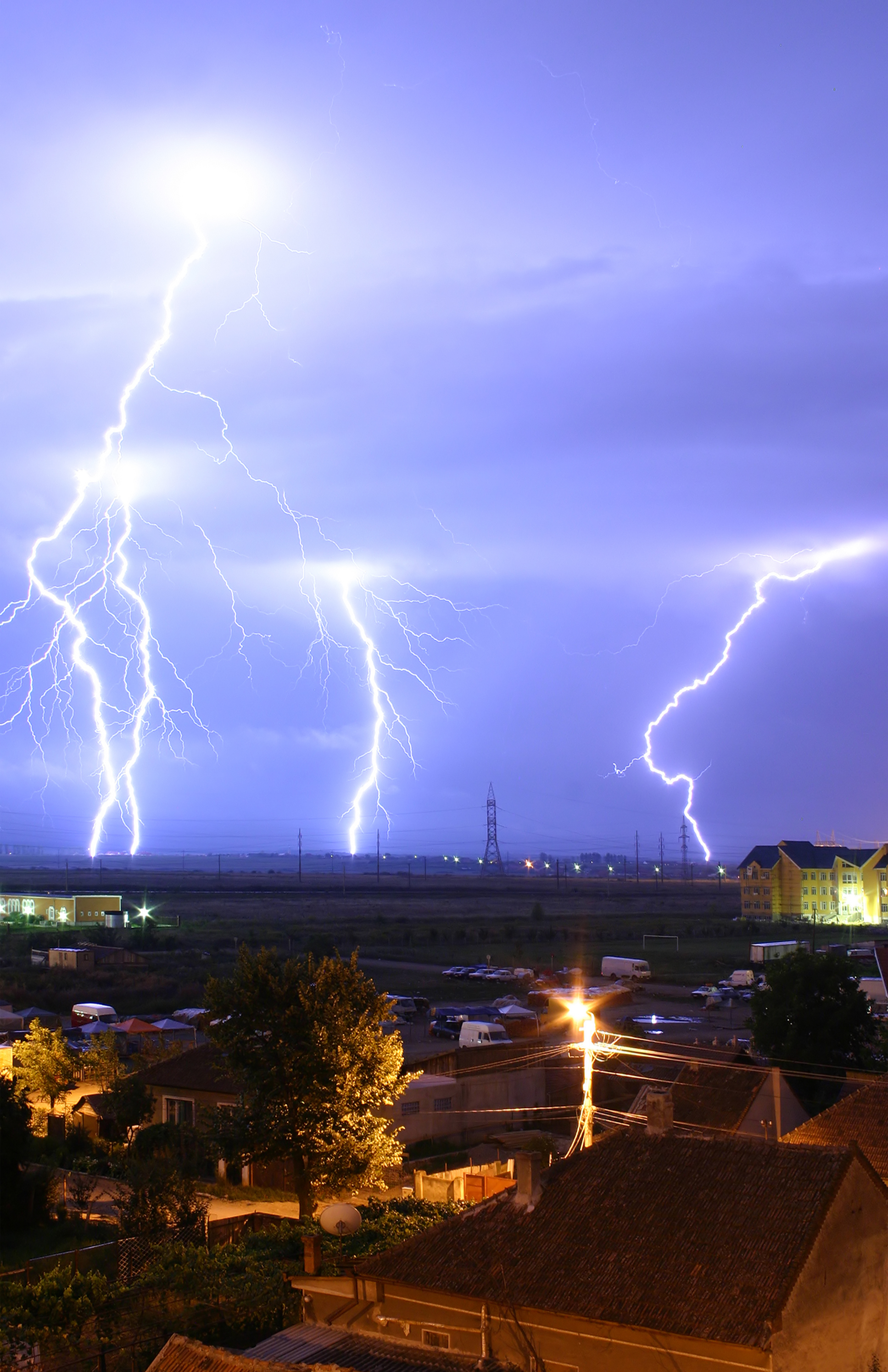
雲對地閃電，全球大氣電路的一部分

大氣電學研究的是地球大氣或其他行星大氣中的靜電學和電動力學。地球表面、游離層和大氣層共同組成了「全球大氣電路」。
閃電會釋放出30000安培的電流，其電壓差高達1億伏特，並放出光、無線電波、X射線或甚至γ射線。閃電所產生的電漿溫度可高達28000K，而電子數密度也超過1024/m³。

## 大氣潮汐
大氣潮汐的成因，主要來自於對流層和平流層的水氣和臭氧吸收太陽輻射，而使得大氣層被太陽週期性的加熱。從源頭產生的大氣潮汐可以往上傳遞到中氣層和增溫層。大氣潮汐可以藉由測量風、溫度、密度和壓力的日變化來得知。雖然大氣潮汐和潮汐有很多相似之處，但它們還是有兩個主要不同的地方:
1. 大氣潮汐主要是因為太陽週期性的加熱而產生，但潮汐是因為月球對地球的潮汐力而產生。這代表大部分大氣潮汐的週期會跟一個太陽日（24小時）密切相關，而潮汐的週期則跟相對比較長的太陰日（24小時又51分鐘）有關係。[12]
2. 大氣潮汐的波動是在大氣中密度垂直上下變化劇烈的地方傳遞。這使得大氣潮汐的振幅隨著傳遞到高層的稀薄大氣而呈現指數性的成長（解釋見下面的文章）。相反地，海水的密度在垂直方向上變化很小，所以潮汐的振幅隨著深度沒什麼太大的改變。

要特別注意的是，雖然大氣潮汐振幅的主要分量來自於太陽加熱，但太陽和月球的潮汐力也在大氣中產生了大氣潮汐，而且月球的影響比太陽還大得多。
在地表上，大氣潮汐可以藉由測量海平面氣壓12及24小時週期的微小震盪來被得知。 氣壓大概是在當地時間早上及晚上十點點到達極大值，而在當地時間凌晨四點及下午四點到達極小值。而一天中的最大值則大概是發生在早上十點，最小值則大概是下午四點。 但是，大氣潮汐的振幅在海拔較高的地方可以變得相當大。在中氣層（50~100公里高處）中，大氣潮汐的振幅可以達到50m/s，而且通常是該層大氣中主要的動力來源。

## 高層大氣物理學

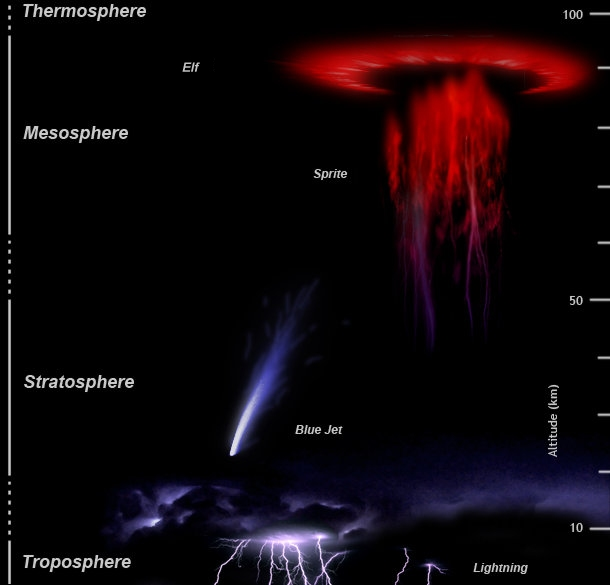
高層大氣閃電和電荷釋放現象的示意圖

高層大氣物理學研究的是高層大氣，在那裡分子的解離和游離變得非常重要。高層大氣物理學這個詞（aeronomy）是在1960年被雪梨·查普曼所提出的。 如今這個詞包含了研究其它行星高層大氣的現象。高層大氣物理學的研究需要利用到探空氣球，人造衛星和探空火箭。它們提供了對研究高層大氣極有價值的觀測數據。大氣潮汐也在上下層大氣的交互作用中扮演著重要的角色。高層大氣物理學研究的現象有中高層大氣放電，像是會放出閃光的紅色精靈、精靈暈盤、藍色噴流和淘氣精靈。

## 研究中心
台灣的大氣研究中心除了中央氣象局之外，還有台灣颱風洪水研究中心，及各大學的大氣系。在英國，主要的大氣研究單位有英國氣象局、自然環境研究委員會和科學及科技研究委員會。  美國國家海洋暨大氣總署（NOAA）下的機構也有許多包含大氣物理的研究計畫和天氣建模。美國的阿雷西博天文台也研究高層大氣。比利時的比利時太空暨高層大氣機構也研究大氣和外太空。